# Tomo Virk
Tomo Virk (* 31. Mai 1960 in Ljubljana, Jugoslawien) ist ein slowenischer Literaturwissenschaftler, Essayist und Übersetzer.

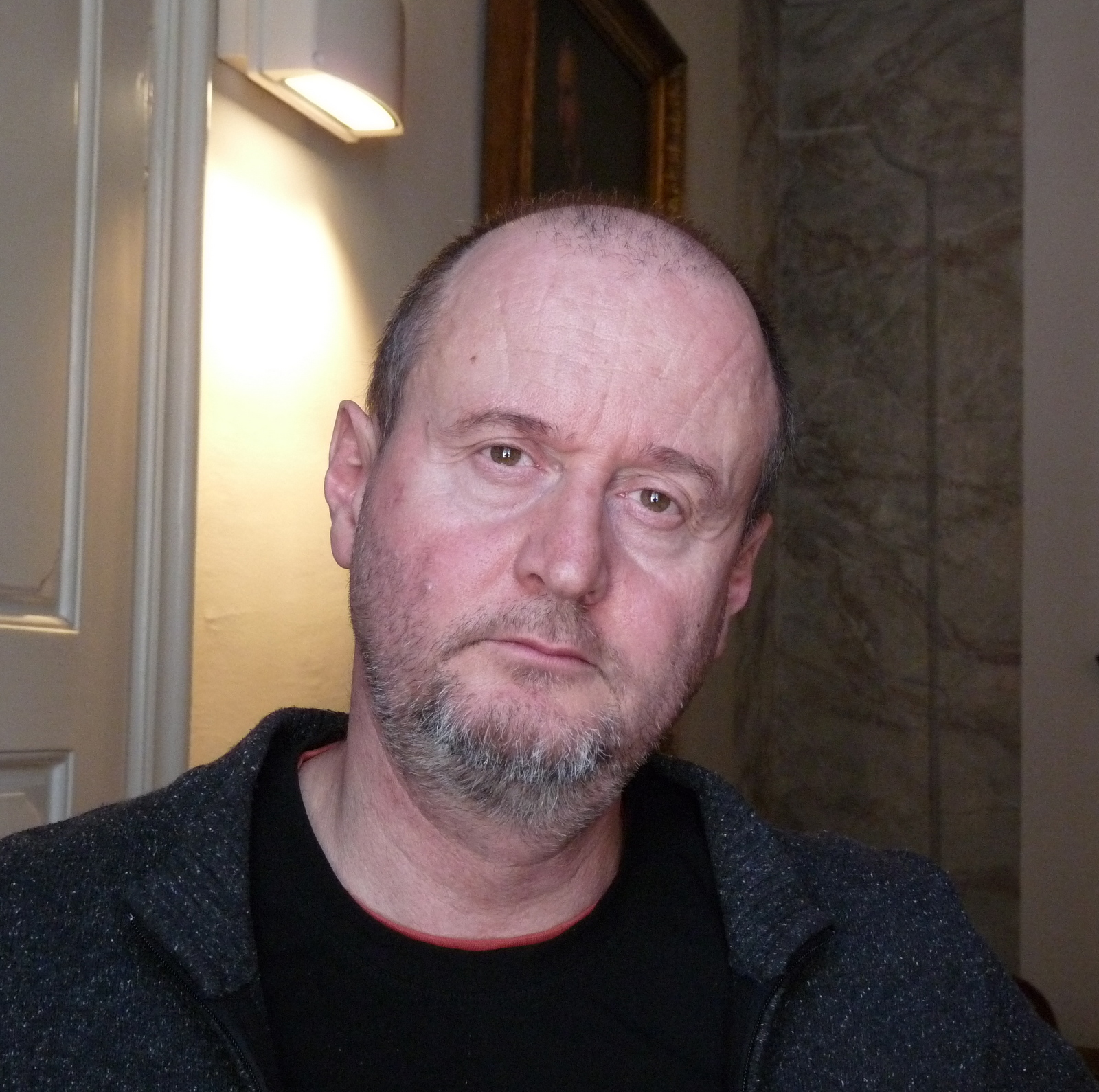
Tomo Virk (2015)

## Leben und Werk
Virk besuchte das Gymnasium in Šentvid und Škofja Loka und begann 1978 ein Studium der vergleichenden Literaturwissenschaft und Literaturtheorie an der Philosophischen Fakultät der Universität Ljubljana. Nach dessen Abschluss im Jahr 1983 absolvierte er bis 1989 noch ein Magisterstudium der vergleichenden Literaturwissenschaft. Virk war als Jugendlicher ein erfolgreicher Skisportler und Mitglied des slowenischen Nationalteams. Nachdem er aufgrund von Verletzungen nur mehr in der B-Auswahl landete, beendete er seine Karriere und arbeitete als Skitrainer für Kinder, begann gleichzeitig aber mit dem Klettern und wurde zu einem ebenfalls erfolgreichen Alpinisten. Nach dem Studienabschluss arbeitete er als Bibliothekar in der Bibliothek von Domžale, die er mit seinen Bemühungen vor der Schließung rettete. Unter ihm wurde dort schließlich das erste computergestützte Leihsystem Jugoslawiens eingeführt.
1992 wurde er schließlich Assistent am Institut für Vergleichende Literaturwissenschaft und Literaturtheorie in Ljubljana, wo er von nun an seine Karriere fortsetzte: Nach seiner Promotion 1997 wurde er im selben Jahr zum Dozenten, 2002 dann außerordentlicher sowie 2007 schließlich ordentlichen Professor für Vergleichende Literaturwissenschaft und Literaturtheorie. Zu seinen Forschungsgebieten zählen die Entwicklung der modernen slowenischen und internationalen Prosa, die literarische Postmoderne, die Geschichte von Roman und Kurzprosa, Methodologie sowie in jüngerer Vergangenheit insbesondere das Verhältnis von Literatur und Ethik. Abgesehen davon war er Gastprofessor an verschiedenen Universitäten in Deutschland, Polen und Russland. An seiner Alma Mater bekleidete er in der Vergangenheit u. a. die Funktion der Institutsvorstands und des Prodekans der Philosophischen Fakultät. 2021 wurde er zum außerordentlichen Mitglied der Slowenischen Akademie der Wissenschaften und Künste ernannt. Aktuell lebt er in Domžale in der Nähe von Ljubljana.
Parallel zu seiner universitären Karriere war Virk als Herausgeber slowenischer Literaturzeitschriften tätig, etwa der Zeitschriften 2000 (1964–1985), Literatura (1992–1996) und Primerjalna književnost (1998–2002), und auch in der Redaktionsleitung zahlreicher einheimischer und internationaler Zeitschriften (Grove, Forum for World Literature Studies, Interlitteraria, Slavica Tergestina, Slavistična revija). Aufgrund seiner Expertise wurde er auch immer wieder in Fachausschüsse und Jurys, u. a. für den Kresnik-Preis und den Rožanc-Preis einberufen. Als Forscher war er an drei internationalen Forschungsprojekten beteiligt, des Weiteren Leiter dreier wissenschaftlicher Projekte der Slowenischen Forschungsagentur (ARRS), wo er aktuell der Programmleiter der vergleichenden und theoretischen literaturwissenschaftlichen Forschung ist. Seine Bibliografie ist äußerst umfangreich und zählt fast 20 wissenschaftliche Monografien und über 50 Fachartikel. Einen besonderen Platz darin nehmen die drei Ausgaben der gesammelten Werke Vladimir Bartols ein, die Virk nicht nur herausgab, sondern auch mit umfangreichen Kommentaren versah. Als Übersetzer übertrug er zahlreiche wissenschaftliche Werke ins Slowenische, u. a. von Martin Buber, Rudolf Otto, Friedrich Schlegel, Georg Lukács, Hans Robert Jauß, Hans-Georg Gadamer, Theodor W. Adorno, Hans Blumenberg, Mircea Eliade. Davon abgesehen übersetzte er Kafkas Tagebücher und den Roman Albissers Grund von Adolf Muschg.
Für sein Werk erhielt Virk mehrere Auszeichnungen: 1995 den Zlata ptica-Preis für die wissenschaftliche Monografie Bela dama v labirintu, 1996 den Rožanc-Preis für die Essay-Sammlung Ujetniki bolečine, 2000 für seine Dissertation das goldene Abzeichen des Forschungszentrum der Slowenischen Akademie der Wissenschaften und Künste und 2020 die Anton-Ocvirk-Auszeichnung für die wissenschaftliche Monografie Etični obrat v literarni vedi. 2021 erhielt Virk für seine Übersetzung von Wolfgang Jankes Die dreifache Vollendung des Deutschen Idealismus. Schelling, Hegel und die „ungeschriebene Lehre“ Fichtes (2009) den Jerman-Preis des Verbands slowenischer Literaturübersetzer für Übersetzungen geisteswissenschaftlicher Texte.
Der Schriftsteller und Redakteur Jani Virk ist sein Bruder.

## Publikationen

### Monografien
- Pirjevec in Heidegger. Diplomska naloga, 1983. Ljubljana: Tomo Virk.
- Duhovna zgodovina in literarna veda Magistrska naloga, 1989. Ljubljana: Tomo Virk.
- Duhovna zgodovina, 1989. Ljubljana: Državna založba Slovenije.
- Postmoderna in „mlada slovenska proza“, 1991. Maribor: Obzorja.
- Kratka zgodovina večnosti, 1993. Ljubljana: Mihelač.
- Bela dama v labirintu. Idejni svet J. L. Borgesa, 1994. Ljubljana: LUD Literatura.
- Ujetniki bolečine, 1995. Ljubljana: Mihelač.
- Slovenski roman in Evropa. Usoda slovenskega romana v dobi postmodernizma. Doktorsko delo, 1996. Ljubljana: Tomo Virk.
- Tekst in kontekst: eseji o sodobni slovenski prozi, 1997. Ljubljana: LUD Literatura.
- Strah pred naivnostjo: poetika postmodernistične proze, 2000. Ljubljana: LUD Literatura.
- Primerjalna književnost na prelomu tisočletja. Kritični pregled, 2007. Ljubljana: ZRC SAZU.
- Izleti čez mejo. Razprave o evropski in latinskoameriški prozi, 2008. Ljubljana: LUD Literatura.
- Vebrov učenec. Primer Klement Jug: Osebnost, diskurz, legenda, 2014. Ljubljana: LUD Literatura.
- Trojka s Filozofske. Spisi o Vebru, Bartolu in Jugu, 2017. Ljubljana: Znanstvena založba Filozofske fakultete.
- Etični obrat v literarni vedi, 2018. Ljubljana: LUD Literatura.
- Pod Prešernovo glavo. Slovenska literature in družbene spremenbe: Nacionalna država, demokratizacija, in tranzicijska navkrižja, 2021. Ljubljana: Znanstvena založba.
- Literatura in etika, 2021. Ljubljana: LUD Literatura.
- Zakaj je literatura pomembna, 2022. Ljubljana: LUD Literatura.

### Anthologien und Sammelausgaben
- Čas kratke zgodbe: antologija slovenske kratke zgodbe, 1998. Ljubljana: Študentska založba.
  - dt. Übersetzung von Erwin Köstler: Die Zeit der kurzen Geschichten. Zeitgenössische Erzählungen aus Slowenien, 2001. Klagenfurt: Drava.
- Vladimir Bartol: Zbrano delo, 2012. Herausgegeben von Tomo Virk und Miran Košuta. Ljubljana: ZRC SAZU.

### Lehrbücher
- Premisleki o sodobni slovenski prozi, 1998. Ljubljana: Zavod Republike Slovenije za šolstvo.
- Moderne metode literarne vede in njihove filozofsko teoretske osnove. Metodologija 1, 1999. Ljubljana: Filozofska fakulteta.
- Svet knjiiževnosti, 2001. (Mit Janko Kos) Maribor: Obzorja.
- Svet književnosti 2, 2004. (Mit Janko Kos) Maribor: Obzorja.
- Svet knjivežnosti 3, 2004. (Mit Janko Kos und Gregor Kocijan) Maribor: Obzorja.
- Svet književnost 4, 2005. (Mit Janko Kos, Gregor Kocijan, Lado Kralj und Matevž Kos) Maribor: Pivec.